# CLEC4D
CLEC4D (англ. C-type lectin domain family 4 member D) – білок, який кодується однойменним геном, розташованим у людей на 12-й хромосомі. Довжина поліпептидного ланцюга білка становить 215 амінокислот, а молекулярна маса — 24 704.
| 10         |  | 20         |  | 30         |  | 40         |  | 50         |
| ---------- |  | ---------- |  | ---------- |  | ---------- |  | ---------- |
| MGLEKPQSKL |  | EGGMHPQLIP |  | SVIAVVFILL |  | LSVCFIASCL |  | VTHHNFSRCK |
| RGTGVHKLEH |  | HAKLKCIKEK |  | SELKSAEGST |  | WNCCPIDWRA |  | FQSNCYFPLT |
| DNKTWAESER |  | NCSGMGAHLM |  | TISTEAEQNF |  | IIQFLDRRLS |  | YFLGLRDENA |
| KGQWRWVDQT |  | PFNPRRVFWH |  | KNEPDNSQGE |  | NCVVLVYNQD |  | KWAWNDVPCN |
| FEASRICKIP |  | GTTLN      |  |            |  |            |  |            |

A: Аланін

C: Цистеїн

D: Аспарагінова кислота

E: Глутамінова кислота

F: Фенілаланін

G: Гліцин

H: Гістидин

I: Ізолейцин

K: Лізин

L: Лейцин

M: Метіонін

N: Аспарагін

P: Пролін

Q: Глутамін

R: Аргінін

S: Серин

T: Треонін

V: Валін

W: Триптофан

Задіяний у таких біологічних процесах, як адаптивний імунітет, імунітет, вроджений імунітет. 
Білок має сайт для зв'язування з лектинами. 
Локалізований у мембрані.